# Kjetil Knutsen
Kjetil Knutsen (Arna, Noruega, 2 de octubre de 1968) es un entrenador de fútbol noruego. Actualmente dirige al Bodø/Glimt.

## Carrera
Knutsen comenzó su carrera de entrenador en el club de quinto nivel TIL Hovding en 1995, inicialmente como entrenador júnior y luego como entrenador en jefe. Knutsen llevaría al equipo a dos divisiones en nueve años antes de irse a un puesto de primer nivel en el Brann como jefe de desarrollo del primer equipo. Fue contratado como entrenador en Fyllingsdalen en 2012 y luego en Åsane en 2014. Después de que Knutsen fuera despedido de su puesto como entrenador en Åsane, se unió a Bodø/Glimt como entrenador asistente del técnico Aasmund Bjørkan. En 2018, Knutsen se convirtió en entrenador de Bodø/Glimt después de que Bjørkan se convirtiera en director deportivo. Terminaron la Eliteserien 2019 en segundo lugar, y Knutsen recibió el premio Eliteserien Coach of the Year por este logro.
En 2020 llevó a Bodø/Glimt a su primer título de la Eliteserien, en una temporada récord en la que solo perdieron un partido. Al año siguiente, llevó a Bodø/Glimt a su segundo título de liga luego de una victoria por 3-0 sobre Mjøndalen.
En 2021, llevó al Bodø/Glimt a la primera fase de grupos del club en Europa, donde su equipo se convirtió en el primer equipo de la historia en marcar seis goles contra un equipo de José Mourinho en la victoria por 6-1 contra la Roma en Noruega.

## Clubes como entrenador
| Club          | País    | Año           | PJ  | G   | E   | P   | Efect. % |
| ------------- | ------- | ------------- | --- | --- | --- | --- | -------- |
| TIL Hovding   | Noruega | 1995-2004     | -   | -   | -   | -   | -        |
| Fyllingsdalen | Noruega | 2009-2013     | 93  | 58  | 12  | 23  | 66,67%   |
| Åsane         | Noruega | 2014-2016     | 95  | 40  | 24  | 31  | 50,52%   |
| Bodø/Glimt    | Noruega | 2018-presente | 313 | 186 | 66  | 61  | 66,45%   |
| Total         | Total   | Total         | 501 | 284 | 102 | 115 | 63,47%   |

## Palmarés

### Como entrenador

#### Campeonatos nacionales
| Título      | Club       | País    | Año  |
| ----------- | ---------- | ------- | ---- |
| Eliteserien | Bodø/Glimt | Noruega | 2020 |
| Eliteserien | Bodø/Glimt | Noruega | 2021 |
| Eliteserien | Bodø/Glimt | Noruega | 2023 |
| Eliteserien | Bodø/Glimt | Noruega | 2024 |